# باي سكاي
باي سكاي Paysky هي شركة تكنولوچيا مالية تقدم أيضًا تقنيات الدفع الرقمية للشركات والحكومات والأفراد في جميع أنحاء الشرق الأوسط وأفريقيا وآسيا.

## تاريخ
تأسست شركة باي سكاي على يد "وليد صادق" في القاهرة، مصر، في عام 2017. في عام 2019، أطلقت شركة باي سكاي بوابة الدفع الوطنية بالتعاون مع البنك المركزي المصري، مما يتيح معاملات التجارة الإلكترونية، ومدفوعات رمز الاستجابة السريعة، وقبول الدفع عبر نقاط البيع. كما دخلت الشركة في شراكة مع فيزا وماستركارد لتقديم تكنولوجيا جديدة للدفع الرقمي في مصر.
في عام 2020، قامت شركة باي سكاي بالتوسع إقليميًا من خلال إطلاق بوابة الدفع الوطنية الليبية بالتعاون مع مصرف ليبيا المركزي (معاملات).
في عام 2021، أطلقت بوابة الدفع الوطنية في ليبيا، مما يسمح للبنوك والشركات المحلية بقبول المدفوعات من خلال المنصات الإلكترونية وأنظمة الدفع عبر نقاط البيع.
في عام 2022 أطلقت الشركة تطبيق Yalla Super App، أول منصة متكاملة للخدمات المالية الرقمية في منطقة الشرق الأوسط وأفريقيا، بالشراكة مع فيزا. يقدم التطبيق مجموعة من الخدمات، بما في ذلك تحويل الأموال، والدفع عبر الإنترنت، وحجز المواصلات، وطلب الاحتياجات اليومية.
في عام 2023، حقق تطبيق يلا سوبر أكثر من 3 ملايين عملية تحميل في مصر، وأجرى أكثر من 13 مليون معاملة، بقيمة إجمالية بلغت 12 مليار جنيه مصري خلال عامه الأول. كما تعاونت باي سكاي مع إم تي إن لتطوير منصة تجارة رقمية، تصل إلى مليوني تاجر في 16 سوقًا أفريقيًا. دمجت المنصة أنظمة إم تي إن الداخلية، وخدمات التوصيل المحلية، وحلول الدفع الرقمي العالمية، محققةً إيرادات إضافية تجاوزت مليار دولار أمريكي خلال عامها الأول.
في فبراير 2023، تعاون تطبيق Yalla Super App مع شركة Dahab Masr لتقديم خدمة "Yalla Invest"، والتي تتيح للمستخدمين الاستثمار في الذهب ابتداءً من 0.25 جرام عبر التطبيق. في شهر أغسطس، دخلت GIM-UEMOA في شراكة مع Paysky لتطوير GIMpay في ثماني دول في غرب إفريقيا.
في عام 2024، طورت Paysky بوابة دفع إقليمية لـ GIM UEMOA، تغطي ثماني دول في غرب إفريقيا. كما ظهرت الشركة أيضًا ضمن قائمة فوربس الشرق الأوسط لأفضل 50 شركة في مجال التكنولوجيا المالية في عامي 2024 و2025.
في فبراير 2025، دخلت Paysky في شراكة مع MTN Group Fintech لإطلاق "Market by MoMo"، وهي منصة للتجارة الإلكترونية في أوغندا. في مارس 2025، دخلت في شراكة مع مجموعة MTN وFinCommerce لتعزيز التجارة الإلكترونية في أفريقيا من خلال تحسين تقنيات الدفع عبر الهاتف المحمول.